# 內野站
- 關於埼玉縣大宮市的西武大宮線（日语：西武大宮線）電車站，請見「內野站 (埼玉縣)」。
- 關於福島縣豬苗代町的磐梯急行電鐵線（日语：磐梯急行電鉄）內野站，請見「內野駅 (福島縣)」。
- 關於福岡縣飯塚市的九州旅客鐵道（JR九州）筑豐本線（原田線）車站，請見「筑前內野站」。

內野站（日语：／ Uchino eki */?）是位於新潟縣新潟市西區內野町，東日本旅客鐵道（JR東日本）的越後線車站。

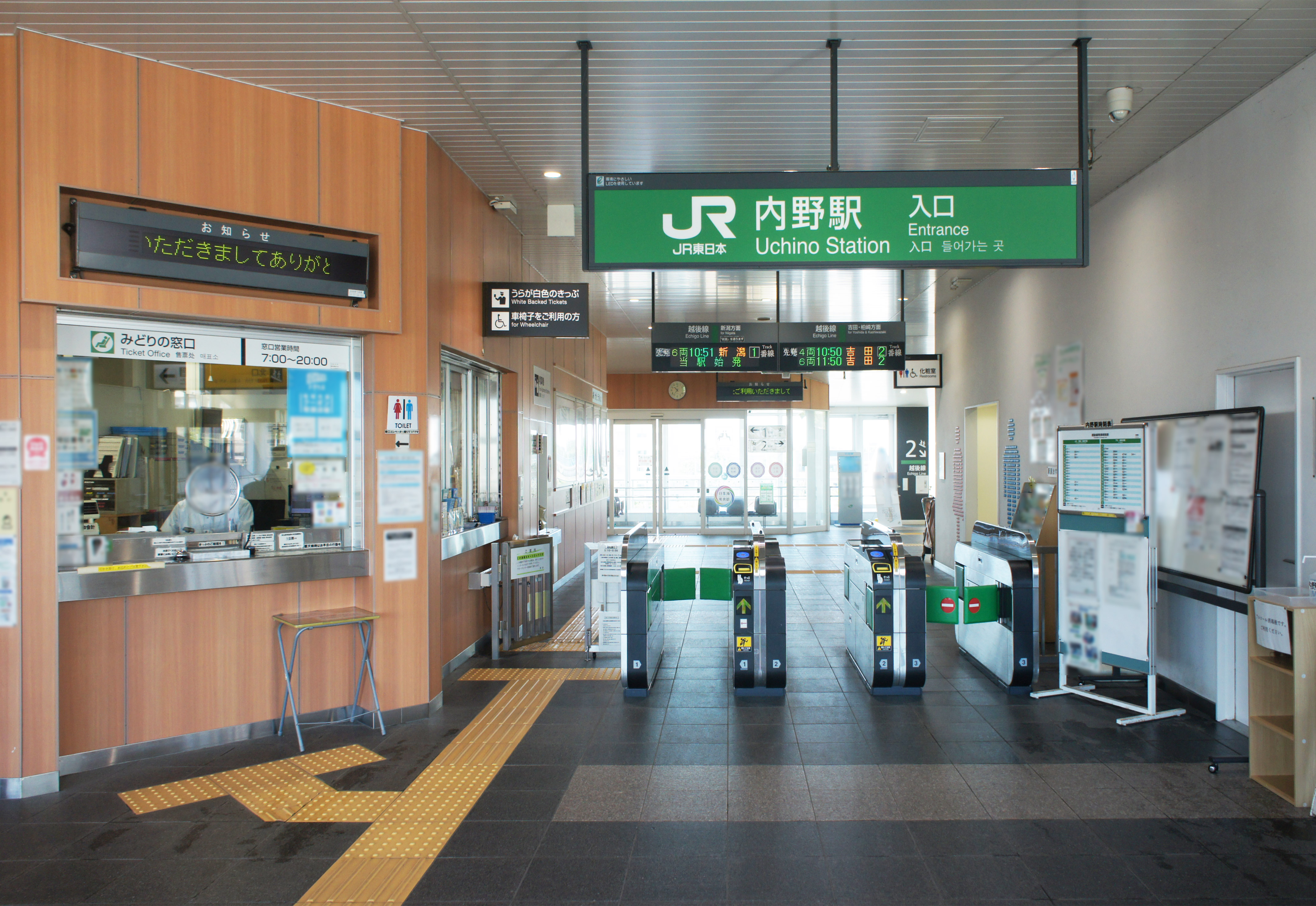
驗票口（2021年9月）

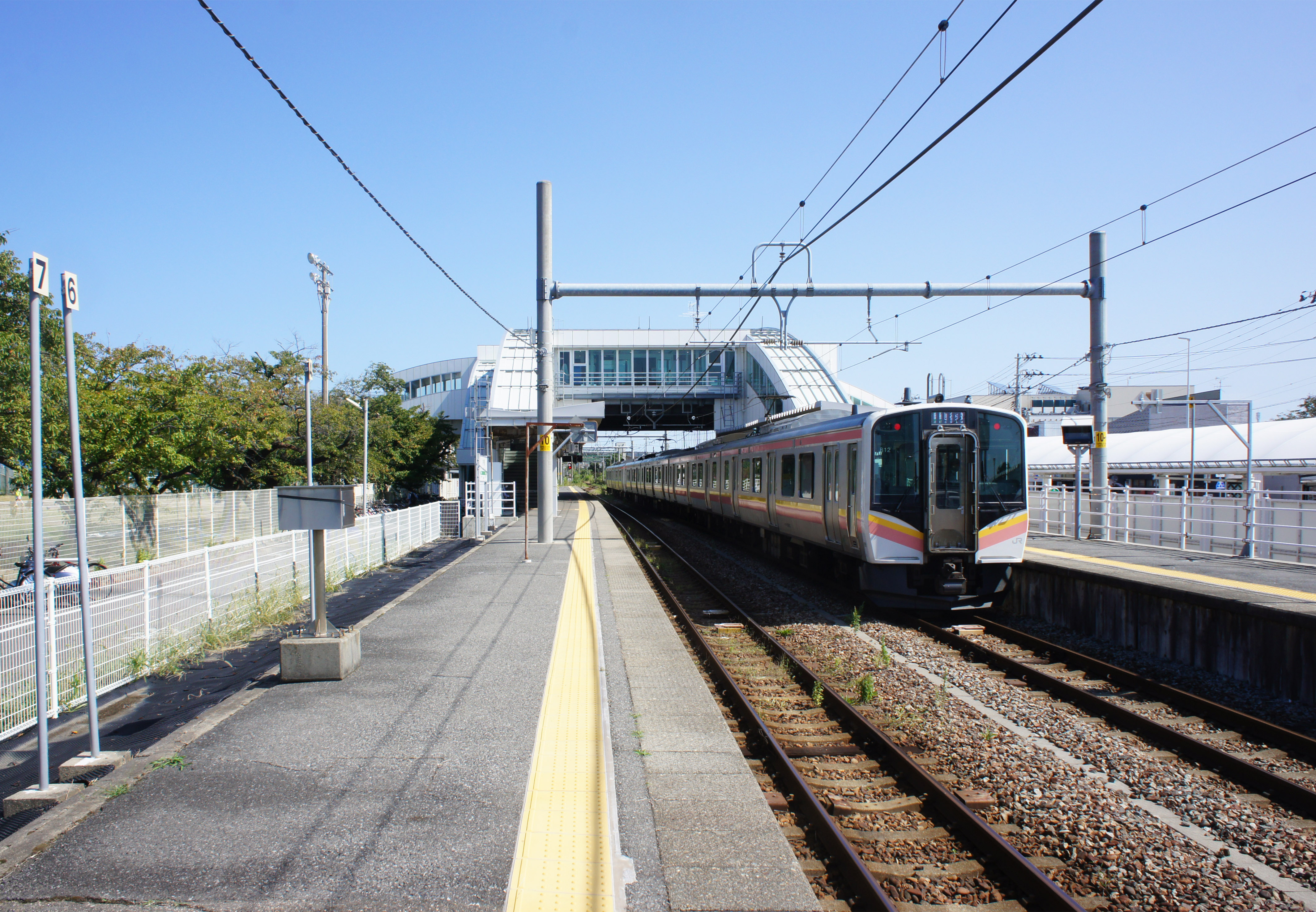
月台（2021年9月）

## 歷史
- 1912年（大正元年）8月25日：越後鐵道吉田至白山之間開業，此站啟用[1]。
- 1927年（昭和2年）10月1日：越後鉄道被國有化，柏崎至白山之間全線隸屬國鐵越後線（後來白山至新潟也編入至越後線）。
- 1971年（昭和46年）
  - 11月1日：結束貨物起卸業務[1]。
  - 11月：舊車站大樓竣工[1]（使用至2013年2月）。
- 1978年（昭和53年）
  - 7月10日：在同年6月26日發生水災，使越後赤塚至此站之間跨越新川（日语：新川 (新潟県)）的鐵橋橋桁受損。並於內野中學前設置了臨時乘降場。
  - 8月10日：修復完成。
- 1987年（昭和62年）
  - 1月18日：開設綠色窗口。[2]
  - 4月1日：伴隨國鐵分割民營化，車站由東日本旅客鐵道（JR東日本）營運。
- 1988年（昭和63年）7月2日：學校口（車站後面）啟用。[3]
- 2004年（平成16年）12月9日：引入自動閘機[1]。
- 2006年（平成18年）1月21日：此站可使用IC卡「Suica」（新潟都市圈範圍）。
- 2011年（平成23年）3月27日：商店「Kiosk」結業。公共電話、投幣式儲物櫃均被撤走。
- 2013年（平成25年）
  - 2月16日：隨著車站大樓重建，臨時車站大樓開始使用。
  - 10月：成為業務委託車站。
- 2014年（平成26年）9月27日：跨站式站房暫時開始使用[4]。
- 2015年（平成27年）4月：臨時車站大樓撤走，連接1號月台和2號月台的舊跨線橋撤走。
- 2017年（平成29年）3月26日：車站周邊工程竣工[5]。在前日的新潟交通時間表修正中，部分巴士開始駛入南出口的迴旋路[6]。

### 跨站式站房工程
曾經1號月台側設有主車站大樓，2號月台側設有學校出口車站大樓，各車站大樓設有自動售票機和自動閘機。而學校出口車站大樓內沒有車站職員當值（在閘機旁設有自動補票機）。Kiosk位於主車站大樓內，但是該商店在2011年3月27日結業，連隨公共電話與投幣式儲物櫃均被撤走。
隨著舊車站大樓開始老化，車站重建跨站式站房。在新車站大樓內設有閘外行人通道，站前廣場也擴展，使巴士可以駛入。另外新設連接內野小學的行人天橋「內野櫻花路」。在新潟市的「新潟交通戰略計劃 」中決定進行以上工程，總工程費為25億日圓。
當時為了新車站大樓設計方案，向使用者發放了問卷提供意見。當初工程目標在2012年度完成，但是在2012年10月才開始建設臨時車站大樓。臨時車站大樓在2013年2月16日開始使用，隨後才開始跨站式站房工程，跨站式站房在2014年9月27日開始使用。在啟用日的早上10時舉行了啟用典禮，當時來自內野小學的兒童進行表演演奏音樂。包括站前廣場之內的所有工程在2017年3月26日完成。

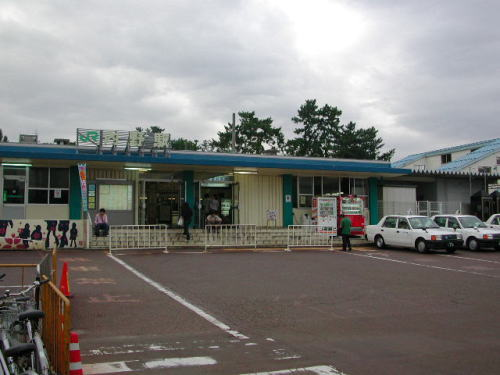
舊站房（2004年7月）
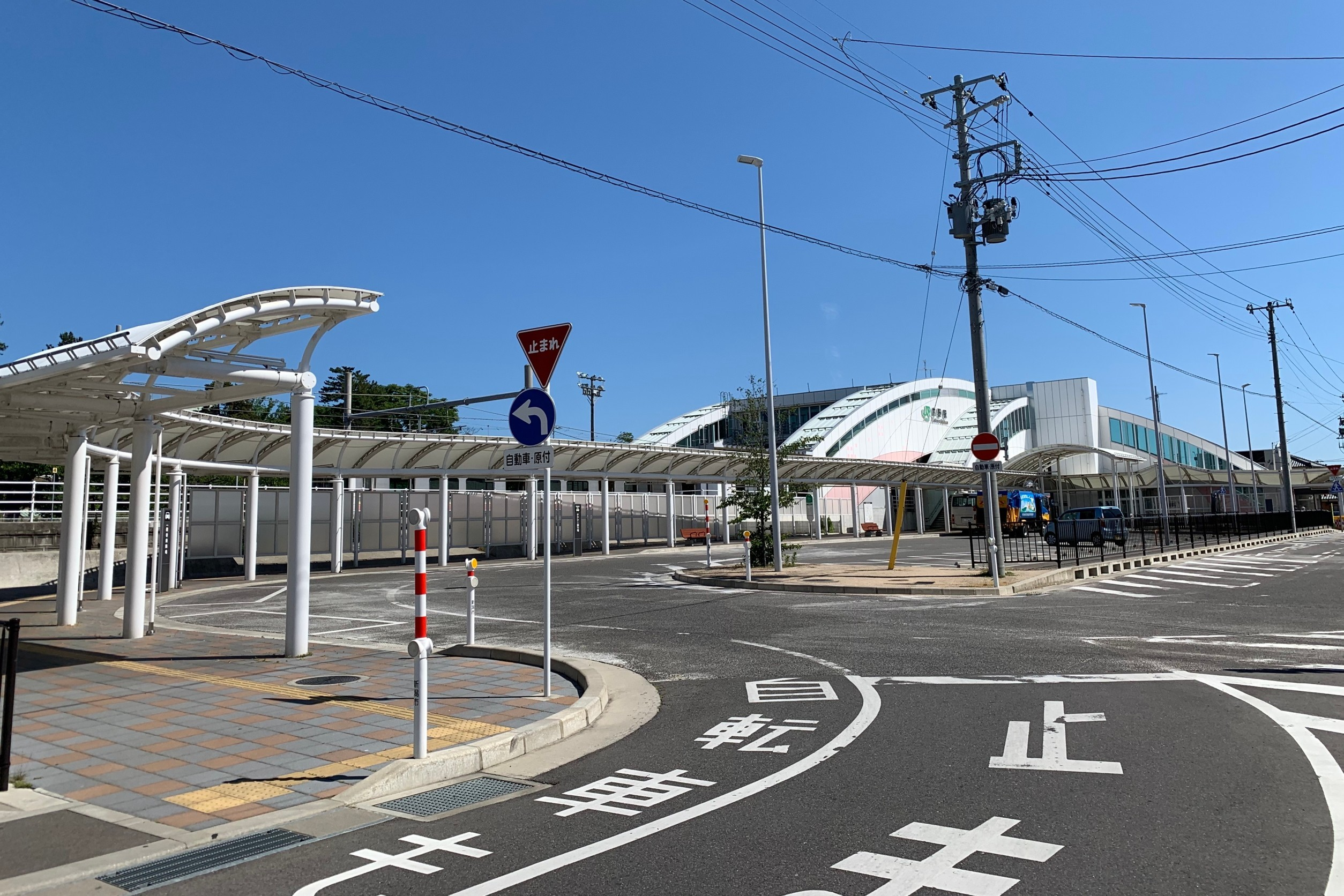
南出口的站前廣場（2020年6月）
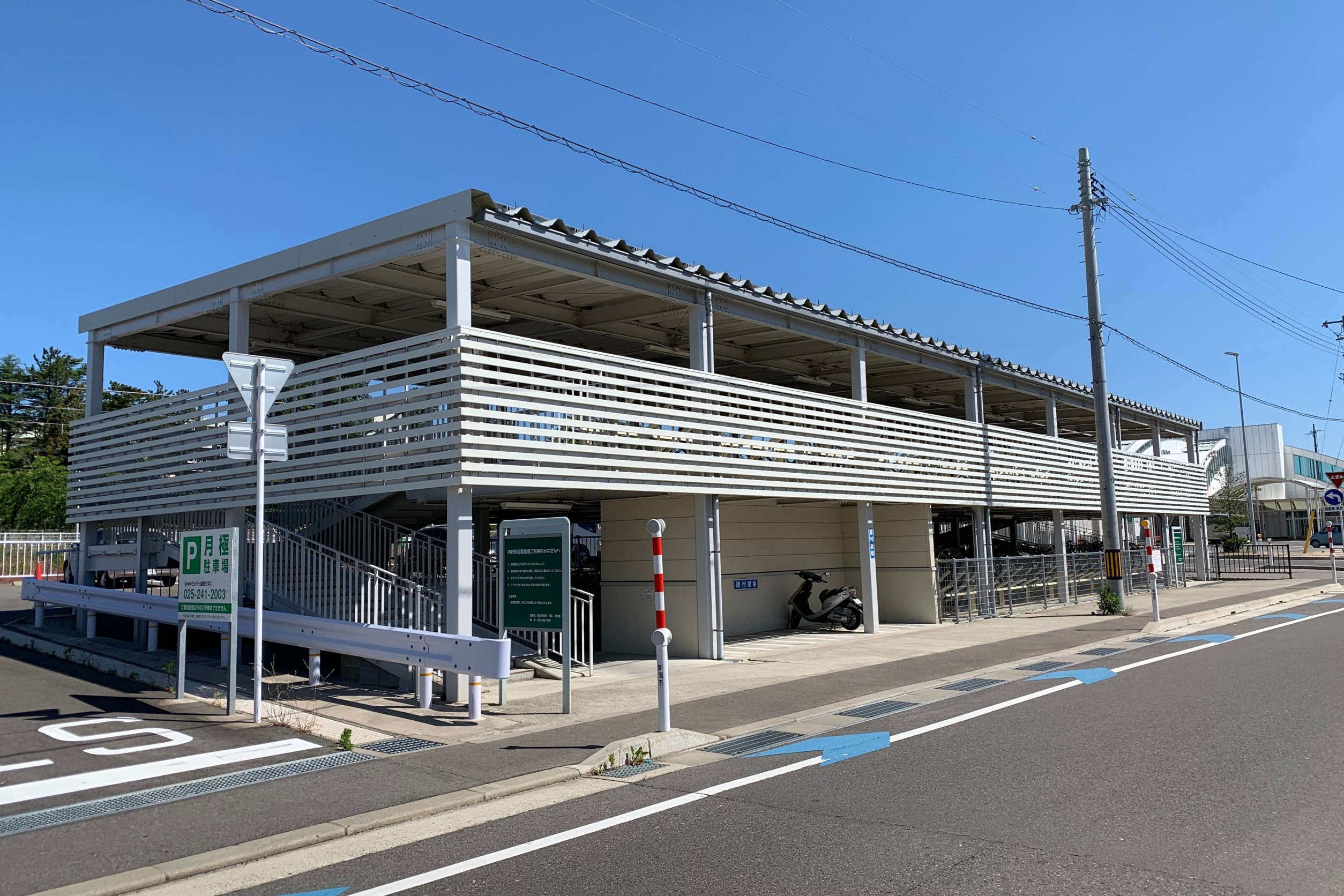
南出口的免費單車停泊處（2020年6月）
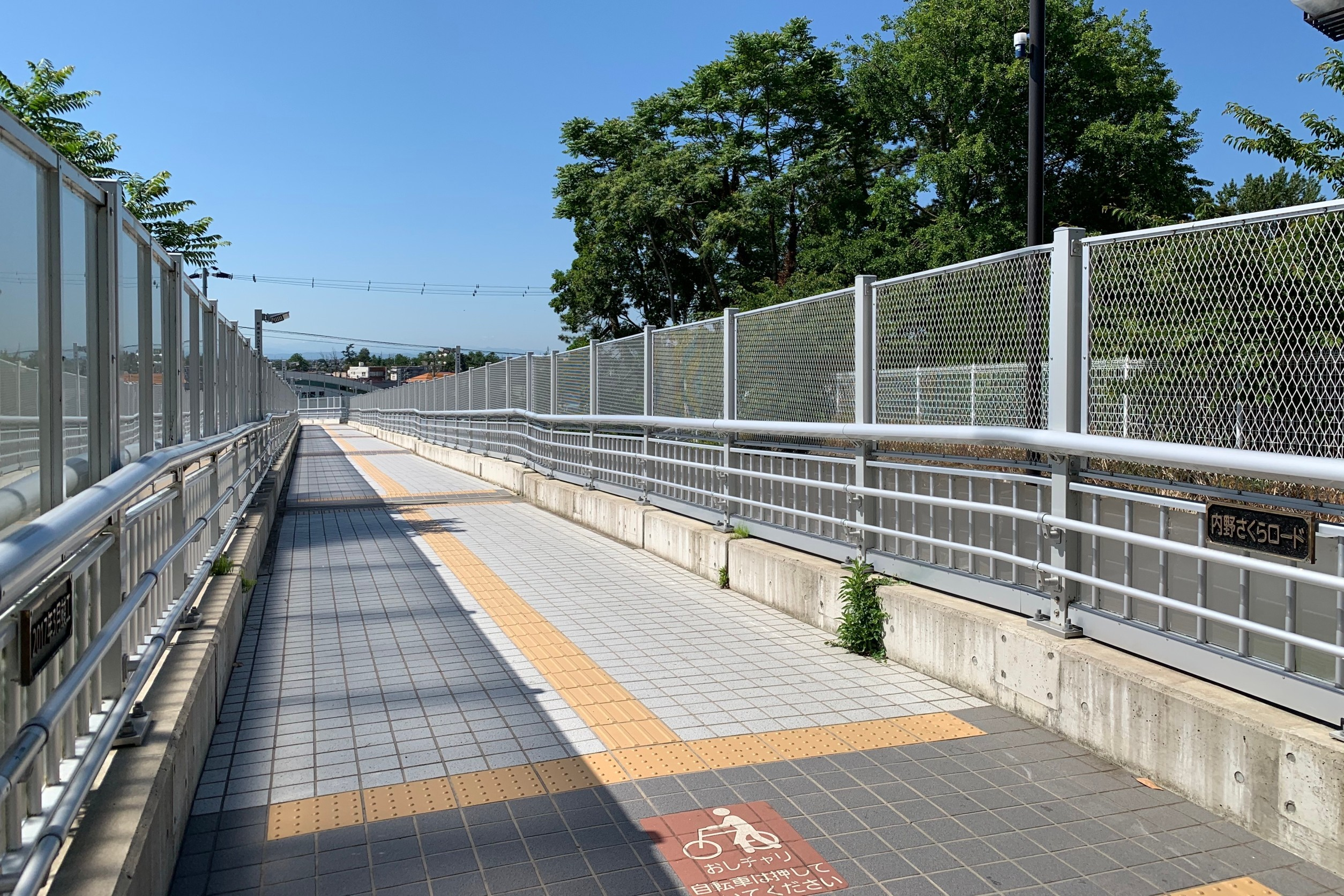
2017年3月竣工的「內野櫻花路」（2020年6月）

## 車站構造
本站是地面車站（跨站式站房），設有2面2線的相對式月台。在站房中設有南北閘外行人通道。此站是由新潟站管理的業務委託車站，委托了JR新潟Business負責車站業務。
於車站內設有綠色窗口（營業時間 07:00 - 20:00）、有人檢票口、自動閘機、自動補票機、輕觸式自動售票機、自動販賣機、廁所和候車室。
此站設有無障礙設施，在南北兩處共有4座升降機。現時的跨站式站房是在2014年9月27日開始使用。此站是在越後線中的一個分界點，往新潟方向日間每20分鐘設有一班列車，往吉田方向則每60分鐘一班，班次減少3分之1。

### 月台
| 月台 | 路線    | 上下行 | 方向           |
| ---- | ------- | ------ | -------------- |
| 1、2 | ■越後線 | 上行   | 吉田、柏崎方向 |
| 1、2 | ■越後線 | 下行   | 新潟方向       |

## 使用狀況
根據「JR東日本」的資料，在2019年度（令和元年度）1日平均乘車人次為2,696人。在2005年（平成17年）3月，內野西丘站啟用後，由於分散客源，使乘車人次有減少的傾向。
以下為近年乘車人次變化列表：
| 乘車人次變化       | 乘車人次變化     | 乘車人次變化    |
| 年度               | 1日平均 乘車人次 | 參考資料        |
| ------------------ | ---------------- | --------------- |
| 2000年（平成12年） | 3,755            | [ 利用客数 2 ]  |
| 2001年（平成13年） | 3,670            | [ 利用客数 3 ]  |
| 2002年（平成14年） | 3,678            | [ 利用客数 4 ]  |
| 2003年（平成15年） | 3,647            | [ 利用客数 5 ]  |
| 2004年（平成16年） | 3,627            | [ 利用客数 6 ]  |
| 2005年（平成17年） | 3,185            | [ 利用客数 7 ]  |
| 2006年（平成18年） | 3,067            | [ 利用客数 8 ]  |
| 2007年（平成19年） | 2,971            | [ 利用客数 9 ]  |
| 2008年（平成20年） | 2,911            | [ 利用客数 10 ] |
| 2009年（平成21年） | 2,772            | [ 利用客数 11 ] |
| 2010年（平成22年） | 2,678            | [ 利用客数 12 ] |
| 2011年（平成23年） | 2,699            | [ 利用客数 13 ] |
| 2012年（平成24年） | 2,701            | [ 利用客数 14 ] |
| 2013年（平成25年） | 2,842            | [ 利用客数 15 ] |
| 2014年（平成26年） | 2,690            | [ 利用客数 16 ] |
| 2015年（平成27年） | 2,714            | [ 利用客数 17 ] |
| 2016年（平成28年） | 2,699            | [ 利用客数 18 ] |
| 2017年（平成29年） | 2,655            | [ 利用客数 19 ] |
| 2018年（平成30年） | 2,734            | [ 利用客数 20 ] |
| 2019年（令和元年） | 2,696            | [ 利用客数 1 ]  |

## 車站周邊

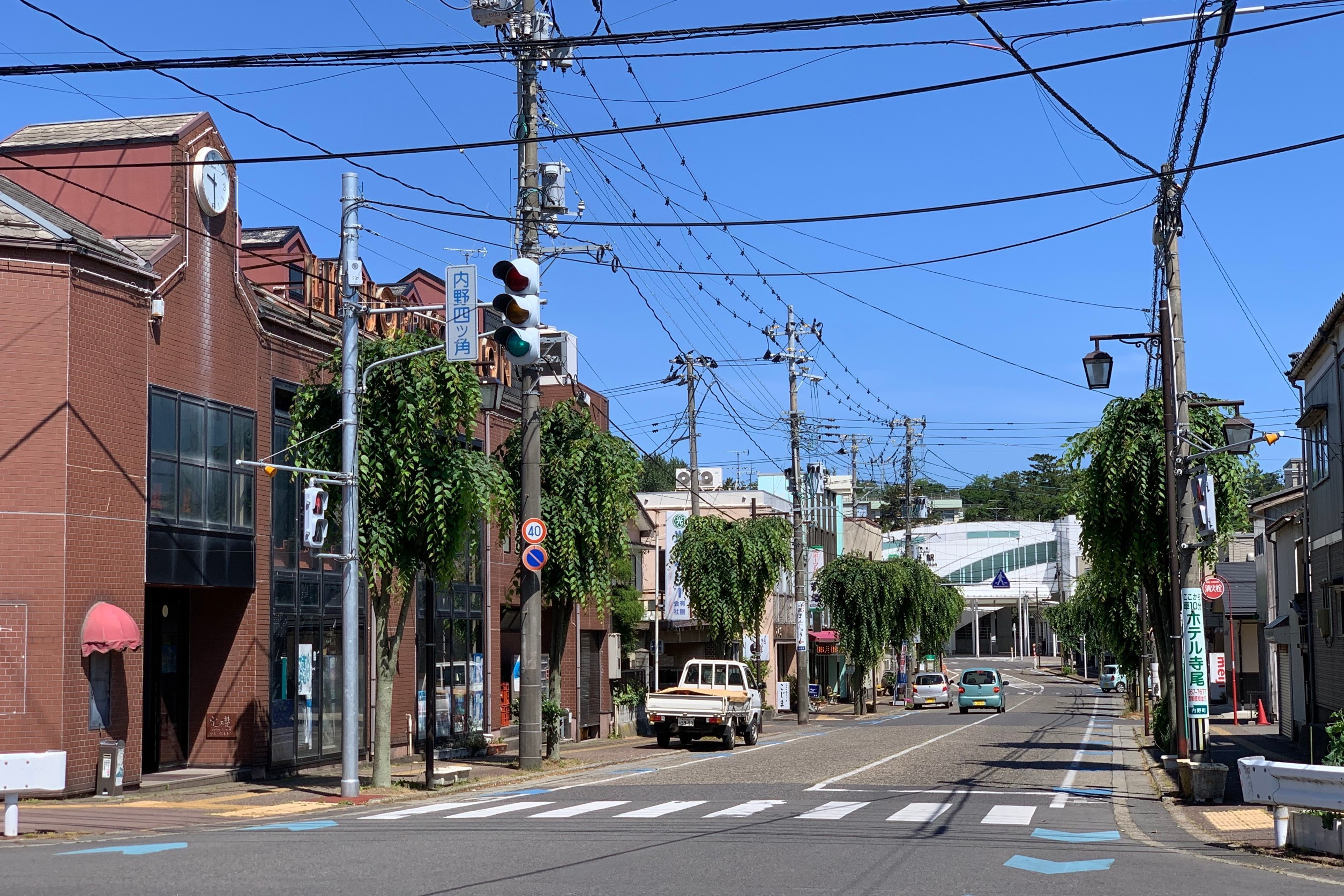
「内野四角」路口望向車站南出口（2020年6月）

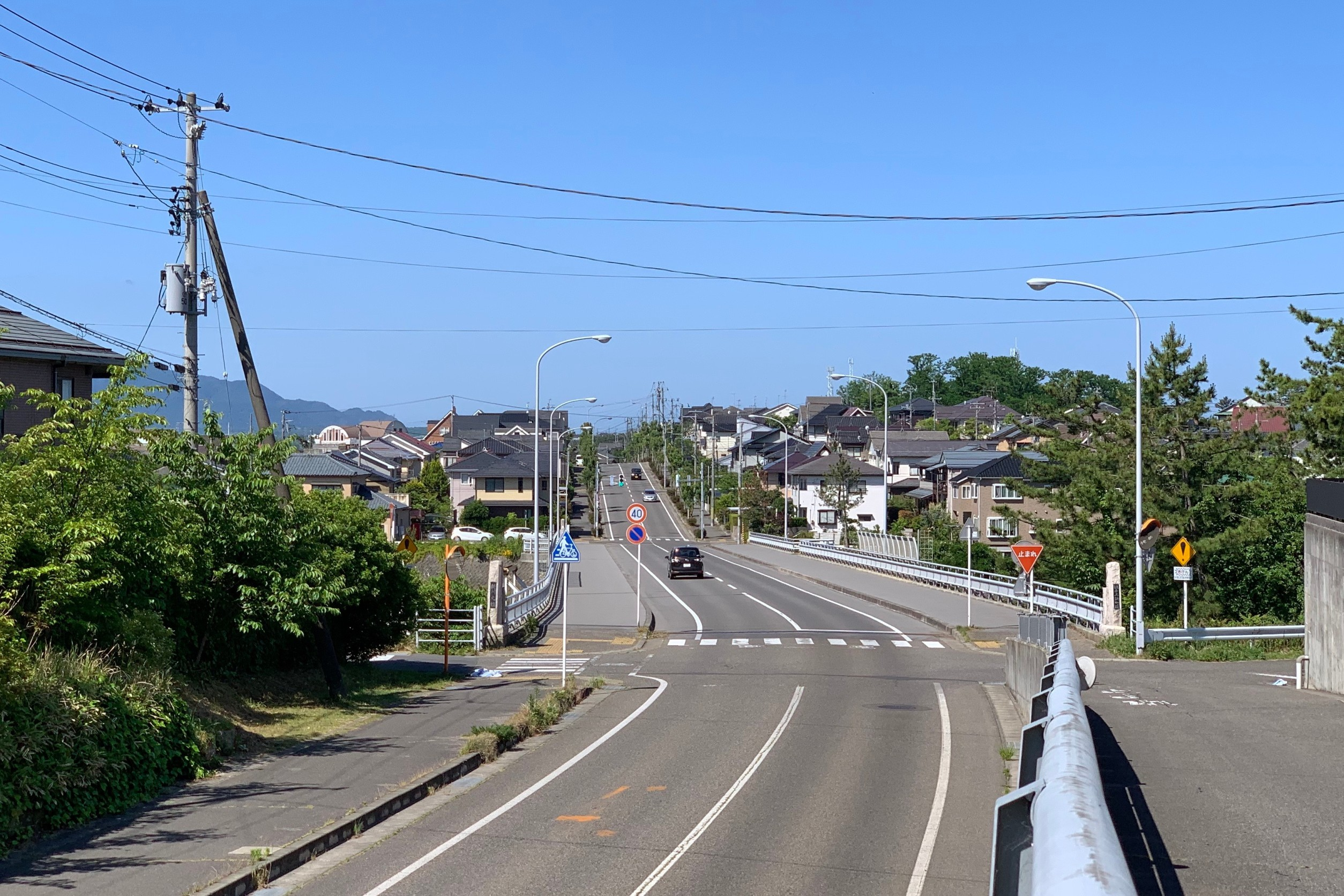
北出口對出的住宅區（2020年6月）

車站前是在前內野町時代起已經成為一個市區。周邊設有大型住宅區。在北出口處設有小學。此站也鄰近新潟大學五十嵐校園，當中理學院和工程學院較近此站，其他位於五十嵐校園的學系較近鄰站新潟大學前站。

### 南出口（舊車站大樓）
- 新潟縣道140號內野停車場線（日语：新潟県道140号内野停車場線）
- 新潟縣道2號新潟寺泊線（日语：新潟県道2号新潟寺泊線）
- 新潟縣道16號新潟龜田內野線（日语：新潟県道16号新潟亀田内野線）
- 新潟西警署（日语：新潟西警察署）內野站前派出所
- 第四銀行（日语：第四銀行） 內野分店
- 新潟市西區公所 西出張所（本廳舍、分廳舍）
- 日本文理高等學校
- 内野露店市（毎月1日、15日舉行）
- 西川（日语：西川 (越後平野)）、新川（日语：新川 (新潟県)）立體交錯處

### 北出口（舊學校出口）
- 新潟市立内野小學
- 新潟市立內野中學（日语：新潟市立内野中学校）
- 新潟市立内野保育園
- 新潟大學五十嵐校園（除了醫療系、農學系外的理科學系）

## 巴士路線

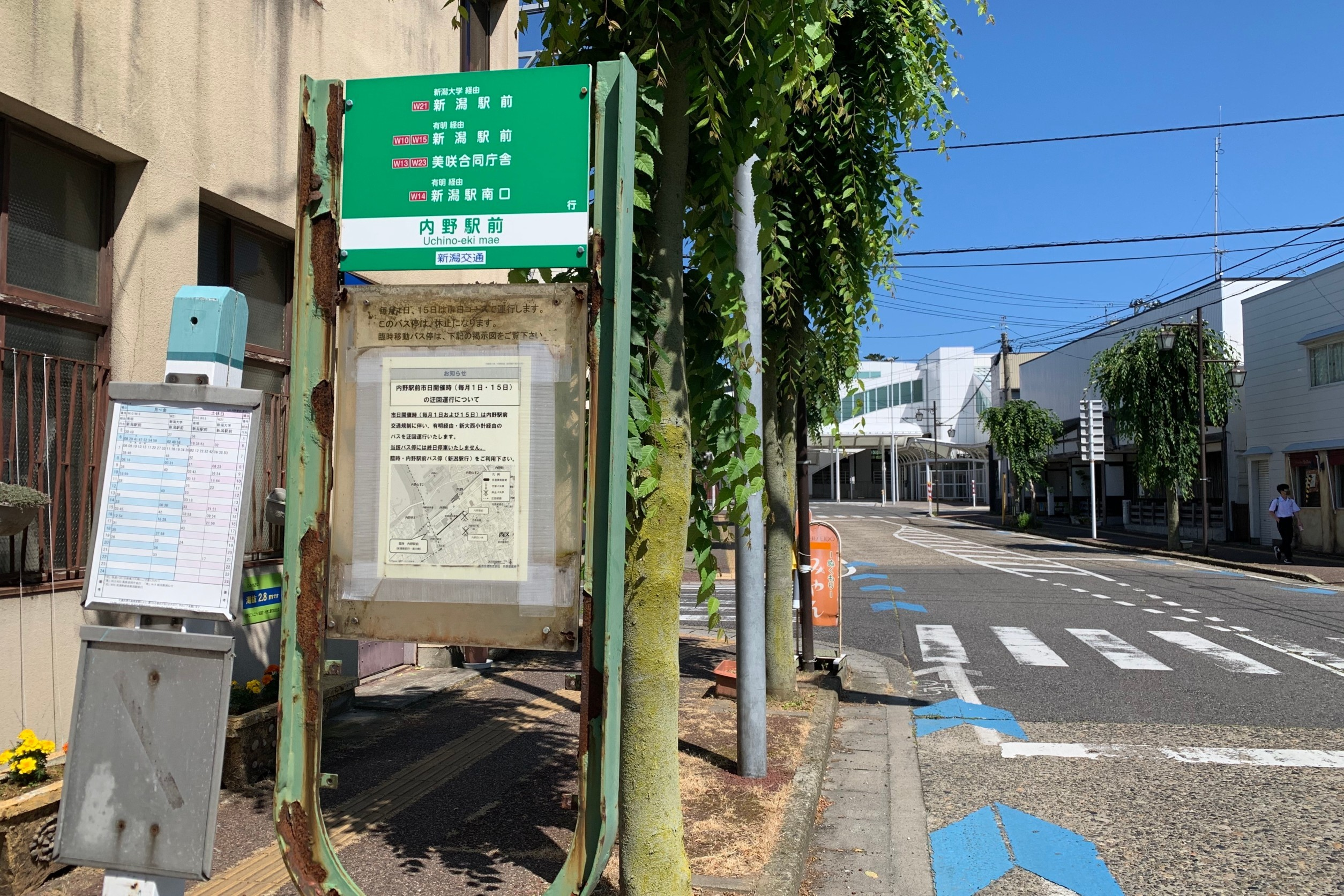
「內野站前」巴士站（新潟方向）（2020年6月）

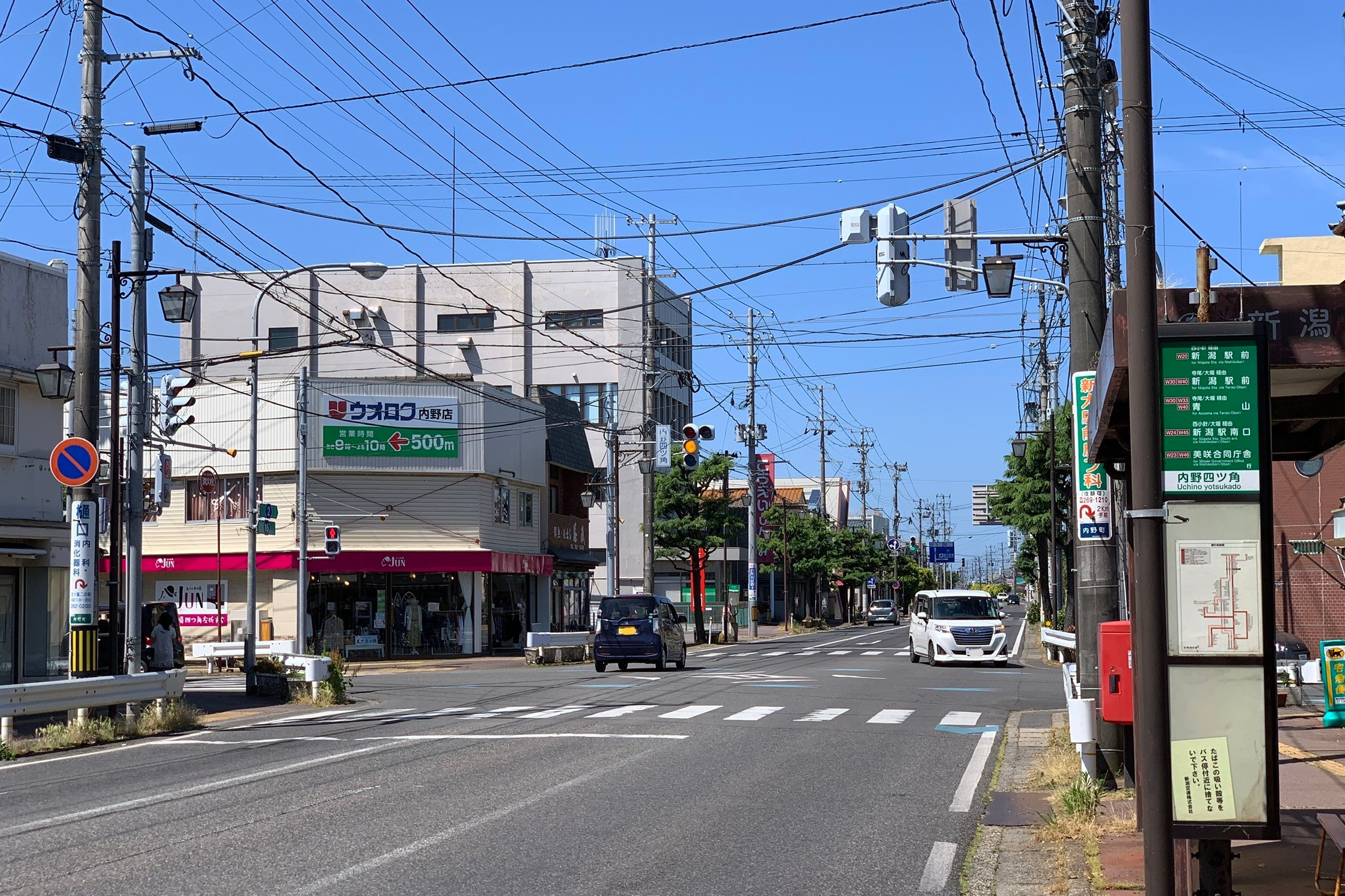
「内野四角」巴士站（新潟方向）（2020年6月）

在此站南出口周邊設有新潟交通巴士站。路線圖和時間表可參見「不同班次的時間表（新潟交通） （页面存档备份，存于）」。巴士站的詳細位置可參見「檢索時間表 （页面存档备份，存于）」。
截至2018年11月，於車站附近設有以下巴士站。
- 「內野站南口」 - 南出口迴旅路內
- 「內野四角」 - 南出口對出步行3分鐘，於縣道140號、2號、16號路口附近
- 「內野站前」（新潟方向） - 内野四角與此站的中間位置
- 「內野站前」（內野營業所方向） - 從南出口向西邊前進，在新川右岸的道路上

| 方向             | 路線名稱      | 路線編號與目的地 | 巴士站名稱           |
| ---------------- | ------------- | --- | -------------------- |
| 內野營業所方向   | -             | W10・W13・W21・W23 內野營業所                                                                                       | 內野站前             |
| 內野營業所方向   | -             | W20・W23・W30・W33・W40・W45 內野營業所                                                                             | 內野四角             |
| 內野營業所方向   | -             | W44・黑鳥 內野營業所                                                                                                | 內野站南口、內野四角 |
| 坂井、新潟方向   | ■ W2 西小針線 | W20 經坂井、西小針 新潟站前 W23 經坂井、西小針、縣廳前 美咲合同廳舍 W24 早上快線 新潟站南出口 W25 早上快線 新潟站前 | 內野四角             |
| 坂井、新潟方向   | ■ W3 寺尾線   | W30・W33 經寺尾 青山                                                                                                | 內野四角             |
| 坂井、新潟方向   | ■ W4 大堀線   | W40・W45・W46 經大堀 青山                                                                                           | 內野四角             |
| 五十嵐、新潟方向 | ■ W1 有明線   | W10 經有明 新潟站前 W13 經有明、縣廳前 美咲合同廳舍 W14 早上快線 新潟站南出口 W15 早上快線 新潟站前                 | 內野四角、內野站前   |
| 五十嵐、新潟方向 | ■ W2 西小針線 | W21 經新大、西小針 新潟站前 W23 經新大、西小針 美咲合同廳舍                                                         | 內野四角、內野站前   |
| 文理高校方向     | ■ W4 大堀線   | W44 經文理高校前 青山                                                                                               | 內野四角、內野站南口 |
| 文理高校方向     | 黑鳥 黑鳥線   | 黑鳥 經文理高校前 信樂園醫院、大野仲町                                                                              | 內野四角、內野站南口 |

## 相鄰車站
東日本旅客鐵道（JR東日本）
■越後線
內野西丘－内野－新潟大學前

## 注腳

### 使用狀況
1. 1 2  . 東日本旅客鉄道.   [2020-07-18]. （原始内容存档于2020-07-10） （日语）.
2. ↑  . 東日本旅客鉄道.   [2019-04-08]. （原始内容存档于2019-03-28） （日语）.
3. ↑  . 東日本旅客鉄道.   [2019-04-08]. （原始内容存档于2019-03-28） （日语）.
4. ↑  . 東日本旅客鉄道.   [2019-04-08]. （原始内容存档于2019-03-28） （日语）.
5. ↑  . 東日本旅客鉄道.   [2019-04-08]. （原始内容存档于2019-03-28） （日语）.
6. ↑  . 東日本旅客鉄道.   [2019-04-08]. （原始内容存档于2019-03-28） （日语）.
7. ↑  . 東日本旅客鉄道.   [2019-04-08]. （原始内容存档于2019-03-28） （日语）.
8. ↑  . 東日本旅客鉄道.   [2019-04-08]. （原始内容存档于2019-03-28） （日语）.
9. ↑  . 東日本旅客鉄道.   [2019-04-08]. （原始内容存档于2019-03-28） （日语）.
10. ↑  . 東日本旅客鉄道.   [2019-04-08]. （原始内容存档于2019-03-28） （日语）.
11. ↑  . 東日本旅客鉄道.   [2019-04-08]. （原始内容存档于2019-03-28） （日语）.
12. ↑  . 東日本旅客鉄道.   [2019-04-08]. （原始内容存档于2019-03-28） （日语）.
13. ↑  . 東日本旅客鉄道.   [2019-04-08]. （原始内容存档于2019-03-28） （日语）.
14. ↑  . 東日本旅客鉄道.   [2019-04-08]. （原始内容存档于2019-03-22） （日语）.
15. ↑  . 東日本旅客鉄道.   [2019-04-08]. （原始内容存档于2016-03-04） （日语）.
16. ↑  . 東日本旅客鉄道.   [2019-04-08]. （原始内容存档于2019-03-22） （日语）.
17. ↑  . 東日本旅客鉄道.   [2019-04-08]. （原始内容存档于2019-03-22） （日语）.
18. ↑  . 東日本旅客鉄道.   [2019-04-08]. （原始内容存档于2019-03-22） （日语）.
19. ↑  . 東日本旅客鉄道.   [2019-04-08]. （原始内容存档于2019-03-22） （日语）.
20. ↑  . 東日本旅客鉄道.   [2019-07-23]. （原始内容存档于2019-07-05） （日语）.

## 外部連結
- 車站資訊（內野）：東日本旅客鐵道（日語）
- 內野站周邊工程（新潟市） （页面存档备份，存于）（日語）